# Juri Tamburini
Juri Tamburini (Cattolica, 7 luglio 1977) è un allenatore di calcio ed ex calciatore italiano, di ruolo difensore, allenatore del Cesena Under 17.
Con 418 presenze, è il secondo calciatore con più presenze in assoluto in Serie B alle spalle di Gigi Cagni, mentre non ha mai esordito in Serie A.

## Carriera

### Giocatore
Ha iniziato la carriera nelle giovanili del Cesena, ma debutta nel calcio professionistico nella stagione 1996-1997, in serie C2, con il Chieti, dove scende in campo in 29 incontri e mette a segno anche 3 gol. Rientrato al Cesena contribuisce alla promozione, e alla successiva salvezza, della squadra romagnola in Serie B.
Nell'estate del 1999 viene acquistato dal Vicenza e il tecnico Reja lo preferisce al più esperto Beghetto, contribuendo con 24 presenze, molto spesso nel ruolo di tornante, e 1 gol alla promozione della squadra vicentina in Serie A.
Le buone prestazioni fornite, tuttavia, non gli valgono la riconferma, così passa alla Salernitana, dove rimarrà per due tranquilli campionati di Serie B collezionando 62 presenze.
Nell'estate del 2002 ritorna però al Vicenza, come titolare della difesa biancorossa sotto la guida di Mandorlini, ruolo che manterrà anche nella stagione successiva, impiegato tuttavia stabilmente a centrocampo, sotto la guida di Iachini.
Svincolato, Tamburini lascia Vicenza dopo 68 partite e 6 reti, e passa al Modena, dove dopo un campionato di vertice nella stagione 2004-2005, diventa uno dei protagonisti della cavalcata della squadra emiliana verso i play-off promozione - poi persi contro il Mantova - nella stagione 2005-2006. Nella stagione 2006-2007, fornisce un importante contributo alla salvezza dei canarini ottenuta l'ultima giornata contro il Frosinone.
Svincolatosi dal Modena, il 2 settembre 2011 si accasa presso Ascoli. Con i Marchigiani totalizza nove presenze e una rete, realizzata il 22 ottobre 2011, nella partita persa per 4-1 sul campo del Pescara.
Nel corso del mercato di riparazione della stagione 2011-2012 si accasa al Pergocrema. A marzo 2013, viene ingaggiato dalla Savignanese, formazione di Prima Categoria, mentre ad aprile termina la squalifica per calcioscommesse. Nella stagione 2013-2014 gioca per il Castelvetro in Promozione.
Nel 2014-2015 gioca la prima parte di stagione nell'Axys Valsa in Eccellenza, per poi tornare al Castelvetro a dicembre lasciando la squadra a fine stagione dopo essersi svincolato. A dicembre 2015 torna per la terza volta al Castelvetro, in Eccellenza, dove chiude la stagione.
A gennaio 2018, dopo quasi due anni di inattività, viene ingaggiato dalla squadra sammarinese della Libertas, venendo ceduto al Domagnano a fine stagione. Qui chiude la carriera da giocatore nel 2019.

### Allenatore
Nel giugno 2019, dopo aver appeso gli scarpini al chiodo, diventa allenatore della squadra sammarinese de La Fiorita. Nel maggio 2020 non viene confermato alla guida della società sammarinese. A settembre entra nello staff tecnico delle giovanili del Rimini. Il 29 gennaio 2021, con Ricchiuti nuovo tecnico dei biancorossi, Tamburini viene promosso allenatore in seconda della prima squadra, salvo poi tornare nello staff delle giovanili appena tre settimane dopo. Nel corso della stagione 2021-2022 diventa collaboratore tecnico della Vis Pesaro. Nell'estate 2022 fa ritorno a Cesena dove assume l'incarico di allenatore della squadra Under 16 portandola a vincere il campionato in finale contro il Vicenza. La stagione seguente è in carico della medesima squadra dell'anno precedente, ora divenuta Under 17.

### Calcioscommesse
Coinvolto nello scandalo del Calcioscommesse del 2011 insieme ad altre personalità, il 9 maggio 2012 viene deferito procuratore della FIGC. Il 31 maggio 2012 viene accolta la sua istanza di patteggiamento venendo squalificato per 10 mesi.
Dopo l'apertura di altri filoni d'inchiesta, viene nuovamente indagato dalla procura di Cremona il 1º giugno 2012, il 17 luglio 2013 e il 9 febbraio 2015 quando, terminate le indagini, viene accusato di associazione per delinquere. Il 21 ottobre 2015 è rinviato a giudizio. Nel 2016 è stato assolto dalla giustizia sportiva ritenendo infondate le accuse mosse nei suoi confronti, mentre dal punto di vista della giustizia ordinaria il caso è finito in prescrizione.

## Statistiche

### Presenze e reti nei club
| Stagione            | Squadra            | Campionato         | Campionato | Campionato | Coppe nazionali | Coppe nazionali | Coppe nazionali | Coppe continentali | Coppe continentali | Coppe continentali | Altre coppe | Altre coppe | Altre coppe | Totale | Totale |
| Stagione            | Squadra            | Comp               | Pres       | Reti       | Comp            | Pres            | Reti            | Comp               | Pres               | Reti               | Comp        | Pres        | Reti        | Pres   | Reti   |
| ------------------- | ------------------ | ------------------ | ---------- | ---------- | --------------- | --------------- | --------------- | ------------------ | ------------------ | ------------------ | ----------- | ----------- | ----------- | ------ | ------ |
| 1995-1996           | Cesena             | B                  | 0          | 0          | CI              | 0               | 0               | -                  | -                  | -                  | -           | -           | -           | 0      | 0      |
| 1996-1997           | Chieti             | C2                 | 29         | 3          | CI-C            | 0               | 0               | -                  | -                  | -                  | -           | -           | -           | 29     | 3      |
| 1997-1998           | Cesena             | C1                 | 27         | 0          | CI+CI-C         | 2+2             | 0               | -                  | -                  | -                  | -           | -           | -           | 31     | 0      |
| 1998-1999           | Cesena             | B                  | 20         | 1          | CI              | 0               | 0               | -                  | -                  | -                  | -           | -           | -           | 20     | 1      |
| Totale Cesena       | Totale Cesena      | Totale Cesena      | 47         | 1          |                 | 4               | 0               |                    | -                  | -                  |             | -           | -           | 51     | 1      |
| 1999-2000           | Vicenza            | B                  | 25         | 1          | CI              | 4               | 0               | -                  | -                  | -                  | -           | -           | -           | 29     | 1      |
| ago. 2000           | Vicenza            | A                  | 0          | 0          | CI              | 1               | 0               | -                  | -                  | -                  | -           | -           | -           | 1      | 0      |
| ago. 2000-2001      | Salernitana        | B                  | 32         | 0          | CI              | 1               | 0               | -                  | -                  | -                  | -           | -           | -           | 33     | 0      |
| 2001-2002           | Salernitana        | B                  | 30         | 0          | CI              | 3               | 0               | -                  | -                  | -                  | -           | -           | -           | 33     | 0      |
| Totale Salernitana  | Totale Salernitana | Totale Salernitana | 62         | 0          |                 | 4               | 0               |                    | -                  | -                  |             | -           | -           | 66     | 0      |
| 2002-2003           | Vicenza            | B                  | 30         | 2          | CI              | 6               | 0               | -                  | -                  | -                  | -           | -           | -           | 36     | 2      |
| 2003-2004           | Vicenza            | B                  | 38         | 4          | CI              | 1               | 0               | -                  | -                  | -                  | -           | -           | -           | 39     | 4      |
| Totale Vicenza      | Totale Vicenza     | Totale Vicenza     | 93         | 7          |                 | 12              | 0               |                    | -                  | -                  |             | -           | -           | 105    | 7      |
| 2004-2005           | Modena             | B                  | 32         | 1          | CI              | 3               | 0               | -                  | -                  | -                  | -           | -           | -           | 35     | 1      |
| 2005-2006           | Modena             | B                  | 34+1       | 3          | CI              | 1               | 0               | -                  | -                  | -                  | -           | -           | -           | 36     | 3      |
| 2006-2007           | Modena             | B                  | 35         | 4          | CI              | 3               | 0               | -                  | -                  | -                  | -           | -           | -           | 38     | 4      |
| 2007-2008           | Modena             | B                  | 36         | 2          | CI              | 0               | 0               | -                  | -                  | -                  | -           | -           | -           | 36     | 2      |
| 2008-2009           | Modena             | B                  | 33         | 0          | CI              | 0               | 0               | -                  | -                  | -                  | -           | -           | -           | 33     | 0      |
| 2009-2010           | Modena             | B                  | 36         | 3          | CI              | 1               | 0               | -                  | -                  | -                  | -           | -           | -           | 37     | 3      |
| 2010-2011           | Modena             | B                  | 28         | 1          | CI              | 2               | 1               | -                  | -                  | -                  | -           | -           | -           | 30     | 2      |
| Totale Modena       | Totale Modena      | Totale Modena      | 234+1      | 14         |                 | 10              | 1               |                    | -                  | -                  |             | -           | -           | 245    | 15     |
| 2011-gen. 2012      | Ascoli             | B                  | 9          | 1          | CI              | 0               | 0               | -                  | -                  | -                  | -           | -           | -           | 9      | 1      |
| gen.-giu. 2012      | Pergocrema         | LP-1D              | 12         | 2          | CI-LP           | -               | -               | -                  | -                  | -                  | -           | -           | -           | 12     | 2      |
| mar.-giu. 2013      | Savignanese        | 1Cat               | ?          | ?          | CI-Dil          | ?               | ?               | -                  | -                  | -                  | -           | -           | -           | ?      | ?      |
| 2013-2014           | Castelvetro        | Prom               | ?          | ?          | CI-Dil          | ?               | ?               | -                  | -                  | -                  | -           | -           | -           | ?      | ?      |
| lug.-dic. 2014      | Axys Val.Sa        | Ecc                | ?          | ?          | CI-Dil          | ?               | ?               | -                  | -                  | -                  | -           | -           | -           | ?      | ?      |
| dic. 2014-giu. 2015 | Castelvetro        | Ecc                | ?          | ?          | CI-Dil          | ?               | ?               | -                  | -                  | -                  | -           | -           | -           | ?      | ?      |
| dic. 2015-giu. 2016 | Castelvetro        | Ecc                | ?          | ?          | CI-Dil          | ?               | ?               | -                  | -                  | -                  | -           | -           | -           | ?      | ?      |
| Totale Castelvetro  | Totale Castelvetro | Totale Castelvetro | ?          | ?          |                 | ?               | ?               |                    | -                  | -                  |             | -           | -           | ?      | ?      |
| gen.-giu. 2018      | Libertas           | CD                 | 9          | 0          | CT              | ?               | ?               | -                  | -                  | -                  | -           | -           | -           | 9+     | 0+     |
| 2018-2019           | Domagnano          | CD                 | 5          | 1          | CT              | 2               | 0               | -                  | -                  | -                  | -           | -           | -           | 7      | 1      |
| Totale carriera     | Totale carriera    | Totale carriera    | +500+1     | 29+        |                 | 32              | 0               |                    | -                  | -                  |             | -           | -           | 533+   | 29+    |

### Statistiche da allenatore
Statistiche aggiornate al 22 febbraio 2020.
| Stagione        | Squadra         | Campionato      | Campionato | Campionato | Campionato | Campionato | Coppe nazionali | Coppe nazionali | Coppe nazionali | Coppe nazionali | Coppe nazionali | Coppe continentali | Coppe continentali | Coppe continentali | Coppe continentali | Coppe continentali | Altre coppe | Altre coppe | Altre coppe | Altre coppe | Altre coppe | Totale | Totale | Totale | Totale | % Vittorie | Piazzamento |
| Stagione        | Squadra         | Comp            | G          | V          | N          | P          | Comp            | G               | V               | N               | P               | Comp               | G                  | V                  | N                  | P                  | Comp        | G           | V           | N           | P           | G      | V      | N      | P      | %          | Piazzamento |
| --------------- | --------------- | --------------- | ---------- | ---------- | ---------- | ---------- | --------------- | --------------- | --------------- | --------------- | --------------- | ------------------ | ------------------ | ------------------ | ------------------ | ------------------ | ----------- | ----------- | ----------- | ----------- | ----------- | ------ | ------ | ------ | ------ | ---------- | ----------- |
| 2019-2020       | La Fiorita      | CS              | 15         | 9          | 4          | 2          | CT              | 4               | 3               | 1               | 0               | UEL                | 2                  | 0                  | 0                  | 2                  | -           | -           | -           | -           | -           | 21     | 12     | 5      | 4      | 57,14      | 4º          |
| Totale carriera | Totale carriera | Totale carriera | 15         | 9          | 4          | 2          |                 | 4               | 3               | 1               | 0               |                    | 2                  | 0                  | 0                  | 2                  |             | -           | -           | -           | -           | 21     | 12     | 5      | 4      | 57,14      |             |

## Palmarès

### Giocatore

#### Competizioni nazionali
- Campionato italiano di Serie B: 1

Vicenza: 1999-2000
- Serie C1: 1

Cesena: 1997-1998

### Allenatore

#### Competizioni giovanili
- Campionato Nazionale Under-16: 1

Cesena: 2022-2023